# Dialetto dorico
Il dialetto dorico è uno dei principali gruppi linguistici del greco antico. Fa parte dei cosiddetti dialetti greci antichi occidentali, ed è tuttavia ben distinto dal greco di nord ovest, da cui pure subisce alcuni influssi.

## Area linguistica di diffusione
Il dorico era parlato nel Peloponneso sudorientale (in Laconia, Messenia, Argolide e nella zona di Corinto), nonché nella parte nordoccidentale di Creta, nell'isola di Rodi e in genere nel Dodecanneso, e anche nelle colonie doriche dell'Asia minore (regione della Doride) e dell'Italia meridionale, in particolare in Calabria, nella zona di Taranto (l'unica colonia fondata da Sparta), nella Sicilia (nella parte orientale, a Gela ad Akragas, specialmente a Siracusa). Piccole enclavi doriche erano presenti nella Grecia Centrale, fra Focide ed Etolia, nonché nella penisola Calcidica (la città di Potidea).
Col tempo, durante l'età ellenistica, il dorico tende a essere sorpassato dal greco comune, la cosiddetta διάλεκτος κοινή, a base esclusivamente ionico-attica. Sopravvive a lungo nel Peloponneso, nelle sedi originarie, tanto da evolvere, nell'età moderna, nel dialetto tsaconico, che ancora si sente parlare da minoranze ridottissime nell'entroterra del Peloponneso sudoccidentale.
Il dorico ebbe tuttavia un ruolo fondamentale nella letteratura greca. Forte patina dorica, al di sotto della componente linguistica ionico-omerizzante, era presente nell'elegia di Tirteo. Il dorico era il dialetto di Epicarmo, autore di farse, ma soprattutto era la lingua della lirica corale di Alcmane, Stesicoro, Simonide, Bacchilide, Pindaro. In dorico erano inoltre scritti i cori della tragedia e della commedia, mentre i dialoghi erano scritti in attico, talora con lieve presenza di ionismi epici.
Il dorico è inoltre il dialetto delle musicali bucoliche di Teocrito, Mosco, Bione di Smirne. L'influsso e la canonicità del dorico siceliota di Teocrito sono tali che perfino le Bucoliche di Virgilio mostrano nomi greci e grecismi di patina dorizzante (nomi come Bianor e  Hylas).

## Alfabeto
Il dorico era originariamente scritto in un alfabeto epicorico (cioè locale, regionale) ben distinto da quello dello ionico. In alcune aree dorizzate, specie in Magna Grecia, l'alfabeto greco impiegato non distingueva Ε (epsilon) ed Η (eta) e non aveva il gamma nasale (tutte caratteristiche tipiche invece dello ionico). Le varianti del dorico parlate nella Doride (in Asia Minore) acquisiscono già l'alfabeto ionico intorno al VI secolo a.C. (un esempio tipico è l'alfabeto di Rodi)

## Tratti arcaici della fonetica del dorico nell'età del bronzo
Il dorico ha da epoca antichissima, probabilmente sin dalla tarda età del bronzo, una fisionomia fonetica ben identificata, almeno per alcuni tratti, la cui presenza come varianti diatopiche nel Peloponneso è attestata con chiarezza dalle tavolette micenee in scrittura Lineare B.
Il principale di questi tratti arcaici, che lo distinguono da tutti gli altri dialetti derivati dal cosiddetto protogreco, è la conservazione della dentale sorda indoeuropea *t davanti a vocale anteriore, per cui la terza persona plurale delle desinenze primarie del presente e del futuro ha la caratteristica forma -ντι. Tale desinenza, come accennato, è testimoniata in alcuni testi micenei, in forme di futuro come do-so-nti (da leggersi dosonti) "daranno".
Si tenga presente che il dialetto miceneo altera invece la desinenza originaria *-onti mutandola in *-onsi.
Le testimonianze delle tavolette che attestano forme come do-so-ti sono particolarmente preziose, poiché ci forniscono indirettamente indicazioni sul panorama linguistico del greco nella tarda età del bronzo. Tale panorama linguistico appare già articolato in dialetti, che in parte prefigurano quelli di età classica. Inoltre, la presenza di dorismi nella tarda età del bronzo sembra confutare l'idea che i Dori siano invasori, e fa pensare piuttosto che occupassero un ruolo subalterno nel sistema di dominio dei palazzi micenei, all'interno di un quadro storico più complesso di quanto si pensasse. Tale subalternità etnica dei Dori si sarebbe rovesciata quando, con l'invasione dei Popoli del Mare provenienti dal Mediterraneo occidentale, i regni micenei sono crollati. Queste testimonianze linguistiche sono la ragione (probabilmente fondata) che induce gli specialisti che si occupano della civiltà micenea, a non credere più nell'invasione dorica, assumendo spesso una posizione di contrasto con quegli studiosi di storia greca che hanno una visione più tradizionale.

## Caratteristiche fonetiche del dorico in età classica
Il dorico, come si è accennato, presenta tratti fonetici molto arcaici, che cercheremo di tracciare per grandi linee. Questi tratti arcaici si conservano ancora nel VI-V secolo a.C. a fronte delle tendenze fortemente innovative dello ionico-attico.

### Vocalismo
Qui di seguito sono delineate le principali caratteristiche del sistema vocalico del dorico.
- In primo luogo, esso non altera in η l'α lungo impuro, praticamente mai. Ciò rende particolarmente trasparente il confronto fra il dorico e altre lingue indoeuropee, mentre determinati tratti originari nello ionico e nell'attico sono opacizzati. In dorico si avrà dunque μάτηρ ("madre") e φάμα ("fama"), mentre in ionico-attico si hanno μήτηρ e φήμη.
- Il dorico inoltre presenta una α breve dove lo ionico-attico ha una ε o contrae in ι, come nell'aggettivo ἱαρός, "sacro", che in attico è ἱερός, e in Omero ἰρός.
- Il dorico conserva tracce più ampie della sonante lunga (o della coppia sonante + laringale) tardo-indoeuropea: ad esempio πρᾶτος, "primo", da *pr̥htòs, al posto di πρῶτος.
- Il dorico contrae sempre in η le vocali di timbro E ed O. Inoltre, contrae in α i timbri A e O. Perciò il genitivo plurale di prima declinazione dorica suona -ᾶν, mentre in attico è -ῶν, con caratteristico omega. Entrambe le forme discendono dal miceneo -άων, ancora attestato nel dialetto omerico.
- Caratteristico del dorico è l'allungamento di compenso e la contrazione in vocale lunga aperta, anziché in falso dittongo (il falso dittongo, o meglio, la vocale lunga chiusa, è un fenomeno tipico dello ionico-attico). Così le forme ionico-attiche εἰμί, ἵππου, Mοῦσα diventano in dorico ἠμί, ἵππω, Mῶσα.
- La υ mantiene il suono originario di /u/ (l'evoluzione in /y/ è propria dello ionico-attico) e spesso rivela uno scurimento di /o/ in /u/, ad esempio ὔζων al posto di ὄζων, στύμα al posto di στόμα e ἀπύ per ἀπό[1].

Nell'insieme, il vocalismo dorico si oppone a quello ionico-attico per il largo prevalere di timbri aperti o medio-bassi sui timbri chiusi.

### Consonantismo - approssimanti e contoidi
Il sistema di semivocali e consonanti del dorico è anch'esso estremamente conservativo.
- Il dorico, come lo ionico-attico, perde il σ prevocalico e lo jod (semivocale palatale indoeuropea *j). A differenza dello ionico, è un dialetto non psilotico, cioè sostituisce la consonante scomparsa con uno spirito aspro, ovvero un'aspirazione /h/. Caratteristica che invece ha in comune con l'attico.
- Il dorico mantiene il digamma, scritto ϝ, la semivocale labiovelare *w indoeuropea, ancora nel V secolo a.C., mentre lo ionico-attico la perde già alla fine del IX secolo a.C., in fase predocumentaria. Es. ϝάναξ ("re" - il miceneo wa-na-ka),  ϝέργον ("lavoro", "opera", cfr. l'inglese work e il tedesco Werk).
- In dorico, come detto, la *t indoeuropea resta invariata davanti a vocale chiusa ι e υ: così si ha τύ, "tu", dove l'attico ha σύ; δίδωτι "egli dà" (cfr. il sanscrito dadāti), dove l'attico ha δίδωσι. Inoltre, πότις,  sposo, (indoeuropeo *potis, 'signore', 'marito'), e Ποτειδάς, Poseidone (in Omero Ποσειδάων), letteralmente "Sposo della (madre) Terra, Δα-μάτηρ" (secondo il mito arcadico, e già miceneo, che influenza sotterraneamente i culti e le denominazioni di divinità nel Peloponneso).
- l'antico gruppo *kw si semplifica in τ, come in τέτορες "quattro" (dall'indoeuropeo *kwet(w)or, che diventa *τετορ, a cui si aggiunge la desinenza del nominativo plurale, che in greco è -ες).
- in dorico, il θ evolve in σ: ad es. σιῶν, per θεῶν, "degli dèi", in Alcmane. Non è però chiaro se il sigma qui indichi un passaggio dall'occlusiva aspirata a una sibilante (/tʰ/>/s/) o se sia un tentativo di notare una precoce evoluzione in fricativa (/tʰ/>/θ/) come accadrà più tardi nella koinè.
- il dorico tende a sostituire la consonante ζ con il gruppo σδ: ad esempio μελίσδεται per μελίζεται "risuona", attestato in Teocrito.

## Peculiarità morfologiche del dorico
I tratti conservativi e particolari del dorico, che osservavamo sul piano fonetico, hanno come corrispettivo lineamenti altrettanto peculiari sul piano morfologico. Qui di seguito le principali caratteristiche della flessione nominale, pronominale e verbale dorica.

### Declinazione nominale
Nella prima declinazione è totalmente assente, per ragioni fonetiche, la distinzione fra alfa puro e impuro, visto che il timbro A lungo resta immutato in dorico. Il genitivo singolare maschile dorico esce in -α lungo (da una forma -αο, genitivo relitto arcaico attestato in Omero). Il genitivo plurale femminile esce in -ᾶν. (da una forma -ασων, attestata in Omero come -αων)
Nella seconda declinazione, i temi in -o hanno il genitivo singolare in -ω e l'accusativo plurale in -ως, per le ragioni fonetiche viste sopra.
Nella terza declinazione, i temi in dittongo ευ non allungano la ε in η nei casi diversi da nominativo e vocativo (ad es. βασιλέϝος)

### Numerali
Negli aggettivi numerali, il dorico conserva forme molto antiche: ϝίκατι, "20"; suffisso in -κάτιoι nelle centinaia. Queste forme hanno perfetti corrispettivi in vedico, in latino (cfr. viginti) e nelle lingue germaniche e denunciano maggiore vicinanza con l'indoeuropeo, mentre altri dialetti greci antichi (lo ionico-attico, ad esempio) hanno innovato le antiche forme.

### Declinazione pronominale
Come detto, nei pronomi personali il dorico mantiene inalterato foneticamente il pronome di II persona τύ; inoltre, conserva, nel plurale dei pronomi, la forma più arcaica di flessione: nominativo I pers. plur. ἁμές, II pers. plur. ὑμές; accusativo ἁμέ, ὑμέ.
Una situazione analoga si trova nell'articolo: il dorico mantiene al nominativo plurale maschile e femminile una forma τοί, ταί, che essendo paragonabile con il corrispondente dimostrativo sanscrito tē, denuncia la sua natura arcaica.
Il pronome dimostrativo attico ἐκεῖνος "quello", oscilla fra la forma τῆνος e κῆνος, anche se quest'ultimo dato è anch'esso di rilevanza fonetica più che morfologica.

### Flessione verbale
Il dorico è estremamente conservativo anche nella flessione verbale: generalizza la desinenza di prima persona plurale indoeuropea -μες, propria del presente, mentre gli altri dialetti greci generalizzano una desinenza secondaria -μεν. Della terza persona singolare atematica -τι, e della terza plurale tematica e atematica -ντι, abbiamo detto in ambito fonetico.
L'infinito del dorico finisce in -μεν (contro lo ionico-attico -ειν), e deriva da accusativi di nomi neutri d'azione analoghi a quelli latini in -men.
Il futuro costituisce l'innovazione più tipica per cui il dorico si differenzia dagli altri dialetti greci. Il futuro dorico, presente occasionalmente in alcuni verbi di altri dialetti, ha il caratteristico suffisso -σέω, -σίω. Tale forma di futuro è particolarmente notevole per due ragioni:
- si differenzia dagli altri futuri dei dialetti greci e dal futuro latino arcaico in -so, che derivano dal congiuntivo dell'aoristo indoeuropeo;
- appare estremamente vicino al futuro indoario in -syāmi e al futuro lituano (tipo duosiu). Quest'ultimo dato ha fatto pensare a un futuro indoeuropeo in *-sjō. In realtà, si tratta di una tarda innovazione che, partita da alcune aree dialettali del proto-indoiranico, ha influenzato alcune aree del proto-greco e del proto-balto-slavo, quando erano relativamente vicini nelle aree attigue all'Urheimat degli Protoindoeuropei.

### Il dorico e l'Impero bizantino
Il dorico durante l'Impero Romano d'Oriente si consolidò fra i Greci di stirpe dorica del Peloponneso e in particolare modo di Sparta, di Rodi e di Creta. Una caratteristica dorica fu la resa nella Sicilia bizantina di θ (all'epoca già pronunciato /θ/) con f e del suffisso -αιος (all'epoca già pronunciato /ɛɔs/) con eo. La Sicilia attraverso i secoli mantenne sempre un dialetto greco d'influsso dorico; un esempio di questo influsso fu la resa dei nomi greci Μαθθαῖος e Ἀλθαῖος nei nomi siciliani Maffeo e Alfeo.